# Kurówka
La Kurówka est une rivière du sud-est de la Pologne, un affluent de la Vistule. Son bassin hydrographique recouvre une surface de 395,4 km2. Sa longueur est d'environ 50 km.

## Villes et principaux villages traversées
De l’amont vers l’aval, la Kurówka traverse les villes et importants villages suivants :
- Garbów, Markuszów, Kurów (Puławy), Końskowola, Puławy

## Principaux affluents

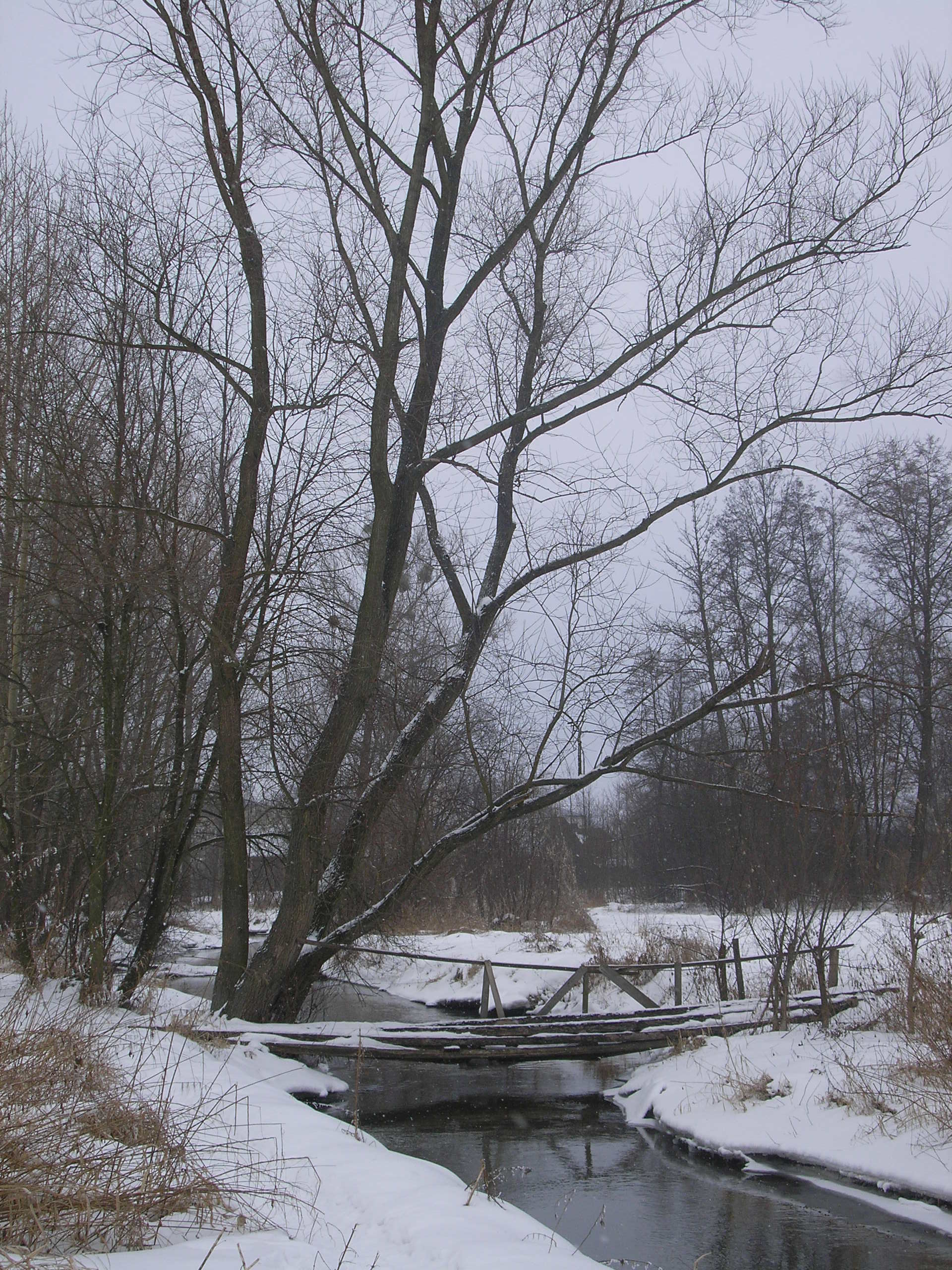
Kurówka dans Chrząchów

Par ordre alphabétique :
- Bielkowa (18 km),
- Struga Kurów (6 km),
- Struga Wodna (3 km).